# Ingerana liui
Ingerana liui är en groddjursart som först beskrevs av Yang 1983.  Ingerana liui ingår i släktet Ingerana och familjen Dicroglossidae. IUCN kategoriserar arten globalt som sårbar. Inga underarter finns listade i Catalogue of Life.